# Volanice
Volanice település Csehországban, a Jičíni járásban. Volanice Kozojedy, Sběř, Češov, Vysoké Veselí és Žeretice településekkel határos. Lakosainak száma 229 fő (2024. január 1.).

## Népesség
A település lakosságának változását az alábbi diagram mutatja:
| Lakosok száma | 775  | 713  | 668  | 397  | 336  | 213  | 229  | 224  | 232  | 229  |
|               | 1869 | 1900 | 1921 | 1961 | 1980 | 2011 | 2016 | 2019 | 2021 | 2024 |